# Meister der Zwolle-Bibel

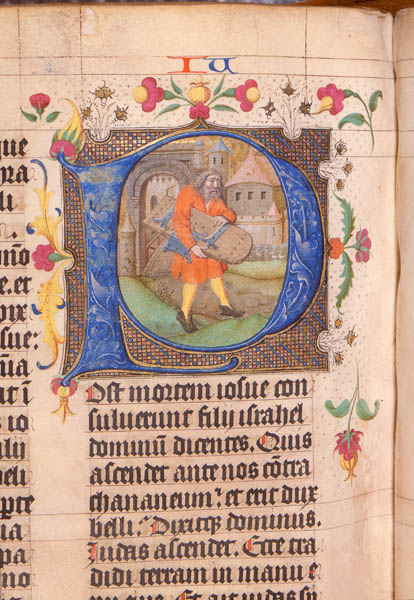
Initiale P mit Samson-Darstellung am Anfang des Buches der Richter

Als Meister der Zwolle-Bibel wird der namentlich nicht bekannte Buchmaler bezeichnet, der die von 1464 bis 1476 entstandene sogenannte Zwolle-Bibel illustrierte. Diese ist eine Abschrift der Bibel in Latein, die ein Utrechter Kleriker bei den Brüdern vom gemeinsamen Leben in Zwolle in den Niederlanden in Auftrag gegeben hatte. Das Werk gibt dem Künstler seinen Notnamen.
Die sechs monumentalen Bände der Zwolle-Bibel, jeder fast einen halben Meter hoch und breit, enthalten den Text der Vulgata. Er wurde von Jacobus van Enckhuysen, Bibliothekar der Brüder, abgeschrieben. Sein Text wurde durch den Meister der Zwolle-Bibel – eventuell zuerst unter Hilfe eines Mitbruders – mit 125 prachtvollen Initialen dekoriert. Meister der Zwolle-Bibel kennzeichnet somit eventuell mehr als einen Miniaturenmaler, da die Illustration des ersten Bandes der Bibel eine unterschiedliche Strichführung erkennen lässt. Um die 50 der Initialen gingen noch im Mittelalter verloren, als das Schaustück in der Utrechter Marienkirche ausgestellt war – sie wurden von „Andenkenjägern“ herausgeschnitten. Die Bibel mit den erhaltenen Initialen wird seit 1840 in der Bibliothek der Universität von Utrecht aufbewahrt.

## Werke (Auswahl)
- Zwolle-Bibel, 1464–1476. Utrecht, Universiteit Utrecht, Universiteitsbibiotheek UB : Cat 31 and 15.C.11

Dem Meister der Zwolle-Bibel oder seinem Umfeld werden noch weitere Werke zugeordnet, so z. B.:
- Stundenbuch, um 1470 bis 1490. Den Haag, Koninklijke Bibliotheek KB, 133 H 31
- Initial aus einem Stundenbuch, um 1470 bis 1480. Cleveland, Museum of Art - The Jeanne Miles Blackburn Collection CMA 1999.134